# Mulinello (fiume)
Il Mulinello (o Molinello) è un fiume della provincia di Siracusa, in Sicilia. Nasce nei monti Pancali e Iuvino e attraversa i comuni di Melilli e di Augusta per sfociare nel porto di quest'ultima. Da esso prende il nome l'antica necropoli di Augusta.